# Giovanni Borgia, II duca di Gandia
Giovanni Borgia (in catalano Joan, in spagnolo Juan; Italia, 1476 – Roma, 14 giugno 1497) è stato un nobile e militare italiano, secondo duca di Gandia, secondo figlio illegittimo di Rodrigo Borgia e Vannozza Cattanei, fratello di Cesare, Lucrezia e Goffredo Borgia.
Descritto come un giovane arrogante e viziato, nel 1493 venne inviato dal padre in Spagna per sposare María Enríquez de Luna e prendere possesso del ducato di Gandia, che aveva ereditato nel 1488 dal suo fratellastro Pedro Luis de Borja. Nel 1496 fu richiamato a Roma.
In Italia Alessandro VI lo favorì, palesando tutto il possibile nepotismo, dandogli un gran numero di funzioni e riconoscimenti. Nonostante i fallimenti militari del duca, il pontefice lo nominò Gonfaloniere della Chiesa e capitano generale della Chiesa, creando per lui il ducato di Benevento, aumentando la crescente ostilità verso la famiglia dei Borgia, già ampiamente odiati perché considerati parvenus.
La notte del 14 giugno 1497, Giovanni Borgia fu ucciso a Roma da individui ignoti. Il suo corpo venne ritrovato dopo pochi giorni nel Tevere, con nove coltellate in varie parti del corpo. Fuori di sé dal dolore, Alessandro VI ordinò delle indagini per trovare gli assassini; tuttavia il misterioso crimine non fu mai chiarito. Sono state sospettate dell'omicidio varie persone della Roma dell'epoca, fra cui anche suo fratello Cesare Borgia, accusato anche dalla moglie di Giovanni. La tesi attualmente più popolare in ambito accademico è che l'omicidio fosse stato commissionato dalla famiglia Orsini, avversaria dei Borgia.

## Biografia

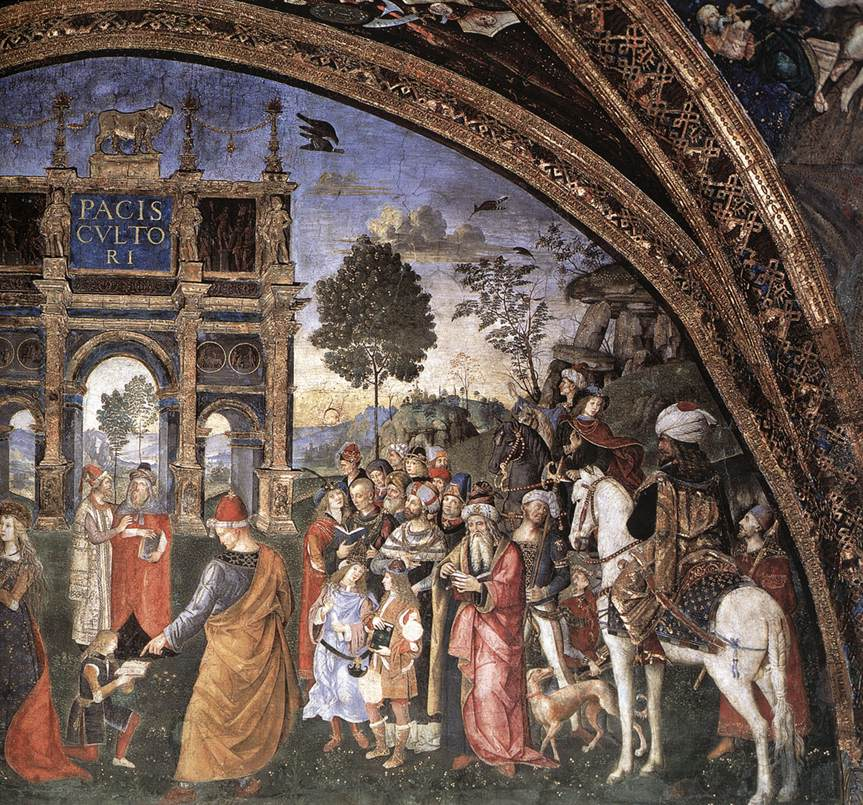
Nell'affresco del Pinturicchio La Disputa di Santa Caterina nell'Appartamento Borgia, la figura maschile che monta a cavallo nella parte destra dell'affresco può essere una rappresentazione di Juan.

Giovanni, anche noto come Juan o Joan, nacque probabilmente a Roma dall'allora cardinale Rodrigo Borgia e da Vannozza Cattanei, che era sposata con Domenico da Rignano. Da una bolla papale emessa dopo la sua morte, viene enunciato che Giovanni nacque dopo Cesare, dopo la morte del primo marito di Vannozza Cattanei, perciò non prima dell'estate 1476 (anche se è stato a lungo dibattuto sulla primogenitura fra Giovanni e Cesare).
Il 3 settembre 1488, il suo fratellastro Pedro Luis de Borja morì nominandolo suo erede del ducato. Giovanni venne perciò fidanzato a María Enríquez de Luna, la fidanzata spagnola del defunto. Giovanni e Maria si sposarono nel settembre 1493 ed ebbero due figli: Juan de Borja y Enriquez (noto come Juan Borgia), che diventò il III duca di Gandía, e Isabella de Borja y Enríquez, che diventò suora con il nome di Francisca de Jesús in un convento a Valladolid. Questo secondo Juan fu il padre di San Francesco Borgia. Capitano generale nella guerra del papa contro gli Orsini, fu battuto da Vitellozzo Vitelli a Soriano (27 genn. 1497), durante lo scontro il suo esercito, dopo alcuni colpi dell'artiglieria attaccò l'esercito degli Orsini ma le loro truppe ressero all'assalto e contrattaccarono mettendo in fuga i Pontifici; nella battaglia morirono circa 300 soldati degli Orsini e più di 500 Pontifici. Poco dopo fu creato signore di Terracina e di Pontecorvo e duca di Benevento.
Fu fatto il secondo Duca di Gandia, Duca di Sessa, Gran Constabile di Napoli, Governatore di San Pietro, e Gonfaloniere e Capitano generale della Chiesa.

### Il misterioso omicidio

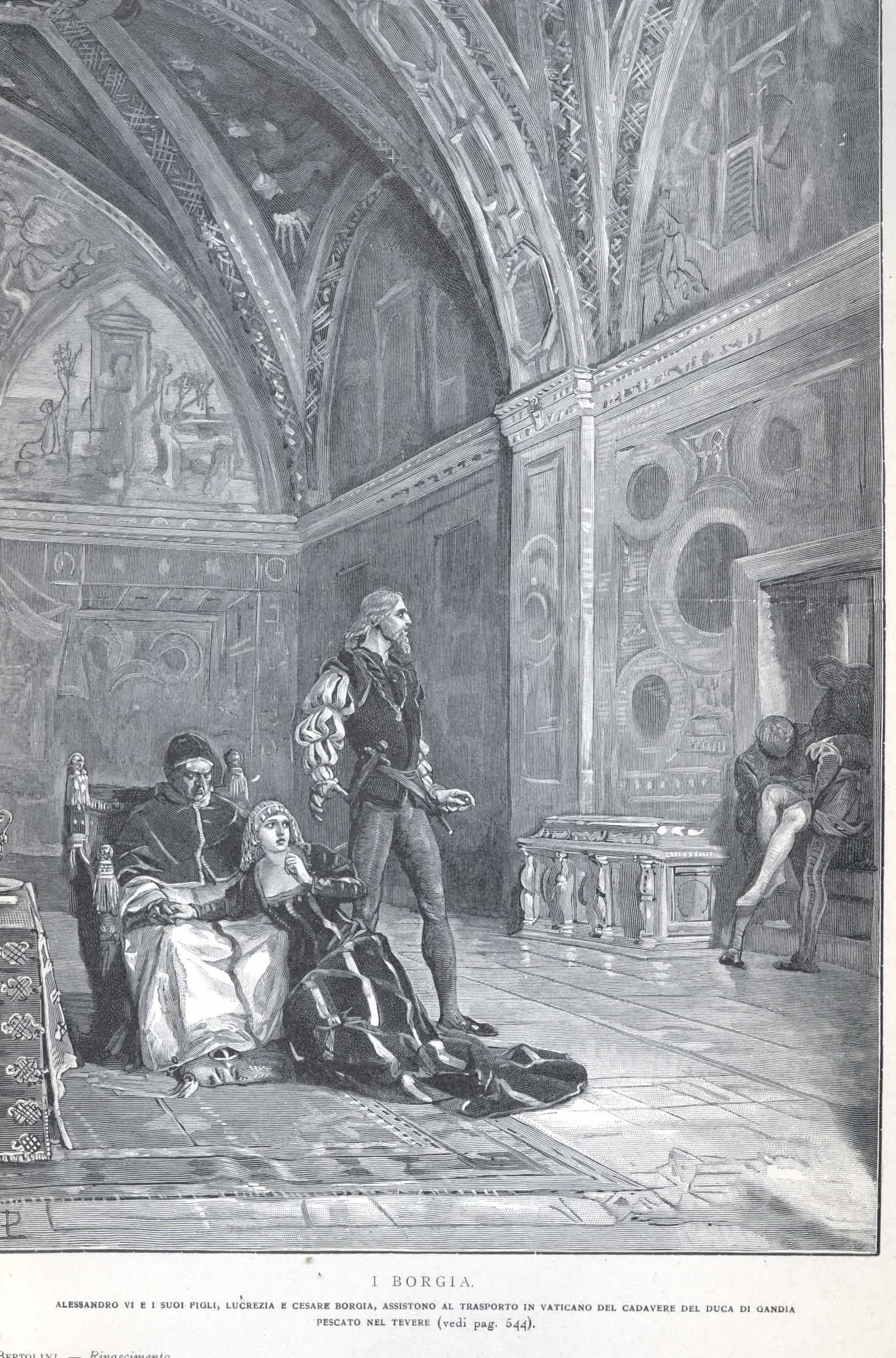
Alessandro VI, Cesare e Lucrezia assistono al trasporto in Vaticano del cadavere del duca di Gandia

Giovanni fu assassinato la notte del 14 giugno 1497 in quella che poi fu chiamata Piazza Giudea e che ora è un semplice largo senza nome tra Via del Pianto e Via del Portico d'Ottavia. Anche l'unico attendente di Borgia fu ucciso, quindi non ci furono testimoni noti.
Su indicazione di un commerciante di legname, il corpo riccamente abbigliato del duca fu ripescato nel Tevere con 30 ducati d'oro intatti nel borsellino alla cintura. Il cadavere del duca presentava nove ferite da pugnale, alla testa, al collo, al corpo e alle gambe. Il suo addolorato padre avviò un'intensa attività investigativa sull'omicidio, soltanto per porvi fine bruscamente una settimana dopo.
Al dolore immenso del papa, questo atto diede l'opportunità al Sannazzaro di scrivere l'epigramma:
Alcuni indicarono come mandanti dell'omicidio Goffredo Borgia, a causa della relazione del duca con Sancia d'Aragona, Antonio Maria della Mirandola (a cui il duca aveva insidiato la figlia), Giovanni Sforza, che in quel tempo stava subendo le accuse di impotenza per l'annullamento del matrimonio con Lucrezia Borgia. Altri parlarono di Guidobaldo da Montefeltro e il cardinale Ascanio Sforza, con cui Giovanni aveva aspramente litigato e durante il quale era stato ucciso un maggiordomo del cardinale Federico Sanseverino. Altro mandante dell'omicidio, o omicida di per sé, potrebbe essere stato il fratello Cesare Borgia, che intendeva acquisire il ruolo di capitano generale della Chiesa, ovvero il comandante supremo dell'esercito papale, compito detenuto da Giovanni fino alla sua morte. Altri studiosi indicano invece la famiglia Orsini, con cui i Borgia erano in lotta dal 1494, che ritenevano la famiglia Borgia responsabile della morte di Virginio Orsini. Tuttavia i dettagli dell'assassinio non sono mai stati scoperti e queste sono solo supposizioni.

## Ascendenza
|                                   |   |                            | Genitori                  |  |  | Nonni |  |  | Bisnonni             |  |  | Trisnonni        |  |
|                                   |   |                            |                           |  |  |       |  |  | Rodrigo Gil de Borja |  |  | Rodrigo de Borja |  |
|                                   |   |                            |                           |  |  |       |  |  | Rodrigo Gil de Borja |  |  | Rodrigo de Borja |  |
|                                   |   | Sabina Anglesola           |                           |  |  |       |  |  | Rodrigo Gil de Borja |  |  |                  |  |
| Jofre de Borja Llanzol            |   |                            |                           |  |  |       |  |  | Rodrigo Gil de Borja |  |  |                  |  |
|                                   |   | Sibilia Escrivà i Pallarès | Andreu Escrivà i Pallarès |  |  |       |  |  |                      |  |  |                  |  |
|                                   |   | Sibilia Escrivà i Pallarès | Andreu Escrivà i Pallarès |  |  |       |  |  |                      |  |  |                  |  |
|                                   |   | Sibilia Escrivà i Pallarès | Sibilia de Pròixita       |  |  |       |  |  |                      |  |  |                  |  |
| Papa Alessandro VI                |   | Sibilia Escrivà i Pallarès |                           |  |  |       |  |  |                      |  |  |                  |  |
|                                   |   | Domingos de Borja          | Domingo de Borja          |  |  |       |  |  |                      |  |  |                  |  |
|                                   |   | Domingos de Borja          | Domingo de Borja          |  |  |       |  |  |                      |  |  |                  |  |
|                                   |   | Domingos de Borja          | Caterina Doncel           |  |  |       |  |  |                      |  |  |                  |  |
| Isabel de Borja y Cavanilles      |   | Domingos de Borja          |                           |  |  |       |  |  |                      |  |  |                  |  |
|                                   |   | Francisca Marti Llançol    | …                         |  |  |       |  |  |                      |  |  |                  |  |
|                                   |   | Francisca Marti Llançol    | …                         |  |  |       |  |  |                      |  |  |                  |  |
|                                   |   | Francisca Marti Llançol    | …                         |  |  |       |  |  |                      |  |  |                  |  |
| Giovanni Borgia                   |   | Francisca Marti Llançol    |                           |  |  |       |  |  |                      |  |  |                  |  |
|                                   | … | …                          |                           |  |  |       |  |  |                      |  |  |                  |  |
|                                   | … | …                          |                           |  |  |       |  |  |                      |  |  |                  |  |
|                                   | … | …                          |                           |  |  |       |  |  |                      |  |  |                  |  |
| Jacopo Pictoris                   | … |                            |                           |  |  |       |  |  |                      |  |  |                  |  |
|                                   |   | …                          | …                         |  |  |       |  |  |                      |  |  |                  |  |
|                                   |   | …                          | …                         |  |  |       |  |  |                      |  |  |                  |  |
|                                   |   | …                          | …                         |  |  |       |  |  |                      |  |  |                  |  |
| Vannozza Cattanei                 |   | …                          |                           |  |  |       |  |  |                      |  |  |                  |  |
|                                   |   | …                          | …                         |  |  |       |  |  |                      |  |  |                  |  |
|                                   |   | …                          | …                         |  |  |       |  |  |                      |  |  |                  |  |
|                                   |   | …                          | …                         |  |  |       |  |  |                      |  |  |                  |  |
| Menica, moglie di Jacopo Pictoris |   | …                          |                           |  |  |       |  |  |                      |  |  |                  |  |
|                                   |   | …                          | …                         |  |  |       |  |  |                      |  |  |                  |  |
|                                   |   | …                          | …                         |  |  |       |  |  |                      |  |  |                  |  |
|                                   |   | …                          | …                         |  |  |       |  |  |                      |  |  |                  |  |
|                                   |   | …                          |                           |  |  |       |  |  |                      |  |  |                  |  |

## Nella cultura di massa
- Nella serie I Borgia di Tom Fontana è interpretato da Stanley Weber.
- Nella serie I Borgia di Neil Jordan è interpretato da David Oakes.
- Nel romanzo di Michael Ennis La congiura Machiavelli.
- Nel romanzo di Fabio Pittorru La pista delle volpi.
- Nel romanzo di Massimo d'Azeglio Ettore Fieramosca viene citato il suo assassinio, in cui è sostenuta la tesi dell'omicidio commissionato (o forse addirittura eseguito) dal fratello Cesare.[15]